# Dhanauli
Dhanauli là một thị trấn thống kê (census town) của quận Agra thuộc bang Uttar Pradesh, Ấn Độ.

## Nhân khẩu
Theo điều tra dân số năm 2001 của Ấn Độ, Dhanauli có dân số 23.475 người. Phái nam chiếm 54% tổng số dân và phái nữ chiếm 46%. Dhanauli có tỷ lệ 48% biết đọc biết viết, thấp hơn tỷ lệ trung bình toàn quốc là 59,5%: tỷ lệ cho phái nam là 59%, và tỷ lệ cho phái nữ là 35%. Tại Dhanauli, 19% dân số nhỏ hơn 6 tuổi.